# جورج شنايدر
جورج شنايدر (بالألمانية: Georg Schneider)‏ (22 أبريل 1892 - 5 يناير 1961) هو لاعب كرة قدم ألماني سابق كان يلعب كلاعب وسط، لعب خلال مسيرته 3 مباريات.

## مسيرته

### مسيرته مع المنتخبات الوطنية
- 1920 - 1921 لعب مع منتخب ألمانيا لكرة القدم 3 مباريات.

## روابط خارجية
- جورج شنايدر على موقع قاعدة بيانات كرة القدم.إي يو (الإنجليزية)
- جورج شنايدر على موقع بيانات كرة القدم. دي إي (الألمانية)
- جورج شنايدر على موقع ناشيونال فوتبول تيمز (الإنجليزية)
- جورج شنايدر على موقع عالم كرة القدم.نت (الإنجليزية)